# Drapeau de l'Autriche
 (août 2024).
Les drapeaux de l'Autriche comprennent le drapeau national et marchand ainsi que le drapeau militaire de la république d'Autriche. 
Leurs origines remontent au blason de la maison régnante des Babenberg, de gueules à la fasce d'argent, adopté au XIIIe siècle. Le drapeau composé de trois bandes horizontales rouge, blanche et rouge de largeurs égales est mentionné dans l’article 8a de la Loi constitutionnelle fédérale (Bundes-Verfassungsgesetz).

## Histoire
Les armoiries des Babenberg, une barre d'argent sur fond rouge (Bindenschild), sont attestées pour la première fois dans un acte du 30 novembre 1230 scellé par Frédéric II de Babenberg, duc d'Autriche. Selon une ancienne légende, l'origine semble être l'utilisation comme bannière de la chemise ou de la tunique tachée de sang du duc Léopold V lors du siège de Saint-Jean-d'Acre en 1191. La chemise avait été protégée en partie par la ceinture qui la barrait. Plus tard, les couleurs deviennent les armoiries des territoires héréditaires des Habsbourg.

Bannière de la maison de Babenberg.
Bannière de l'empereur du Saint-Empire romain germanique.
Drapeau des Habsbourg et de l'empire d'Autriche (1804 – 1867), parfois utilisé pour représenter l'Autriche-Hongrie.
Pavillon de la marine de guerre austro-hongroise, pavillon marchand entre 1786 et 1869.
Pavillon marchand de l'Autriche-Hongrie de 1869 à 1918.

À la fin de la Première Guerre mondiale en 1918, la république d'Autriche allemande issue de la dissolution de l'Empire austro-hongrois de la maison de Habsbourg, adopte le drapeau rouge-blanc-rouge, tout comme la Première République autrichienne proclamée un an plus tard.
La période d'annexion au Troisième Reich allemand entre 1938 et 1945 est marquée par l'utilisation du drapeau nazi. Le retour au drapeau bicolore se fait officiellement le 1er mai 1945, peu après la déclaration d'indépendance du 27 avril 1945 de la république d'Autriche, libérée par les Alliés de la Seconde Guerre mondiale.

Drapeau de la république d'Autriche allemande puis de la république d'Autriche de 1918 à 1938.
Drapeau d’État de l'Autriche entre 1934 et 1938.
Drapeau du Front patriotique, parti politique nationaliste autrichien de 1935 à 1938.
Drapeau du Troisième Reich ayant annexé l'Autriche de 1938 à 1945.
Drapeau de la Deuxième République depuis 1945.

## Exemplaires des drapeaux historiques

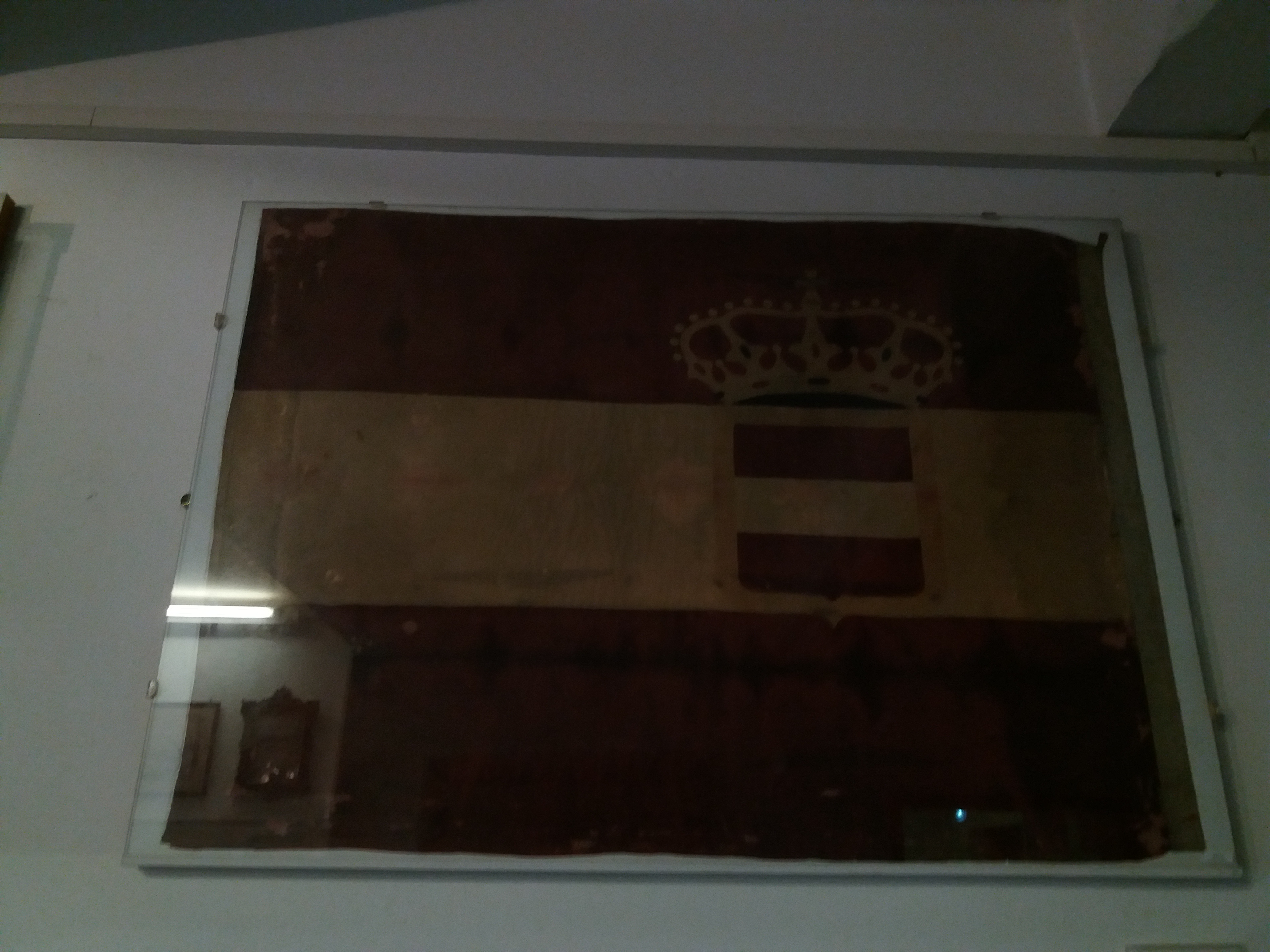
Exemplaire du drapeau de la marine de guerre pris au sous-marin U12 aux bouches du Piave le 5 août 1915 (musée d'histoire navale de Venise).